# 化學兄弟
化學兄弟是英國電子音樂團體 ，成員由图姆·罗兰兹（Tom Rowlands）与埃德·西蒙斯（Ed Simons）組成,成軍當初兩人是一起在倫敦修歷史課而認識的同學,一開始他們最擅長將把知名樂團的經典曲子重新混音，曾翻混過90年代的迷幻樂團原始吶喊、英國搖滾樂團狂躁街头传教士（Mainc Street Preachers）以及大节拍搖滾音乐先鋒超凡乐团的歌曲《Voodoo People》。並和绿洲乐队之間保持著非常好的關係,也多次在專輯中有密切的合作。

## 經歷
成軍近 20 年,在全球各地累計的唱片銷量已突破千萬,連續5張專輯在發行首週就稱霸英國金榜冠軍。在美國方面,除了成功攻入美國告示牌排行榜外,並還獲得了四座葛萊美獎,在 1997 年的專輯"Dig Your Own Hole"中的單曲 Block Rockin' Beats 獲得了「Best Rock Instrumental Performance」（最佳搖滾樂器表演獎）,2005 年的專輯"Push The Button"獲得了「Best Electronic/Dance Album」（最佳電子樂曲舞曲專輯/最佳舞曲錄音）,2007年的"We Are the Night"也獲得了這一獎項。成為首位獨得兩座「最佳電音／舞曲專輯」獎座的藝人。
2011 年 7 月 26 日化學兄弟首次登陸台灣表演「有象音樂祭/TWinkle Rock Festival」。
英國時間 2015 年 4 月 21 日，化學兄弟在官方FB粉絲團 公佈了全新音樂的視覺形象及大約 24 秒的試聽音樂。
英國時間 2015 年 4 月 23 日，化學兄弟的新曲《Sometimes I Feel so Deserted》 在BBC Radio 1 首播；同日，化學兄弟亦在官方粉絲團公布新專輯《Born in The Echoes》將於 2015 年 7 月 15 日正式發行，官方網站同日釋出預購方案。

## 專輯唱片
歷年專輯 (Studio albums)
- Exit Planet Dust（英语：Exit Planet Dust） / 撤離星系星塵 (1995)
- Dig Your Own Hole / 自掘洞窟 (1997)
- Surrender（英语：Surrender） / 征服 (1999)
- Come with Us（英语：Come with Us） / 一起搞吧 (2002)
- Push the Button（英语：Push the Button） / 一觸即發 (2005)
- We Are the Night（英语：We Are the Night） / 舞夜駭客 (2007)
- Further（英语：Further） / 未來的未來 (2010)
- Born in the Echoes（英语：Born in the Echoes） / 舞夜回聲 (2015)
- No Geography（英语：No Geography） / 舞界線 (2019)

電影原聲帶 (Soundtrack albums)
- Hanna (2011)（英语：Hanna (2011)）

精選專輯 (Main compilation albums)
- Brothers Gonna Work It Out（英语：Brothers Gonna Work It Out） (1998)
- Singles 93-03（英语：Singles 93-03） /  十年輯 (2003)
- Brotherhood (The Chemical Brothers album)（英语：Brotherhood (The Chemical Brothers album)） /  有志一同 : 新歌 + 精選 (2008)

## 外部連結
- 官方網站（页面存档备份，存于）
- KKBOX
- 有象音樂祭「TWinkle Rock Festival」
- TWinkle Rock Festival實況剪影 (Taiwan)
- YouTube Remix頻道 （页面存档备份，存于） (Taiwan)
- The Chemical Brothers full albums 1995~2010 Best Dj mix edition （页面存档备份，存于）
- 2015年新曲《Sometimes I Feel So Deserted》 （页面存档备份，存于）